# Qüestió d'Orient
L'anomenada qüestió d'Orient o qüestió oriental fa referència als problemes diplomàtics i polítics en la història d'Europa plantejats per la decadència de l'Imperi Otomà. Aquesta expressió no fa referència a un sol problema particular, sinó que és una àmplia categoria de problemes que anaren sorgint durant els segles xviii, xix i xx, incloent-hi la inestabilitat dels territoris governats per l'Imperi Otomà situats en terres europees.
Se sol considerar que la «qüestió oriental» s'inicia el 1774, al final de la Guerra russo-turca (1768-1774), que va concloure amb la derrota otomana. Com que a l'època es creia que la desfeta total de l'Imperi Otomà tindria lloc de manera imminent, les potències europees es començaren a disputar els possibles beneficis militars, estratègics i comercials que sorgirien del nou ordre sociopolític a la part oriental d'Europa. L'Imperi Rus suposava que es beneficiaria àmpliament de la derrota otomana.
L'Imperi Austrohongarès i el Regne Unit creien que s'havia de preservar l'imperi per tal de mantenir els seus interessos a la regió i impedir que els russos aconseguissin accés a la mar Mediterrània, i quan en 1831 Egipte va envair l'Imperi Otomà, per la convenció de Kutahya el 8 d'abril de 1833 Mahmut II concedia a Muhàmmad Alí Paixà el govern de Síria i la província d'Adana, i Rússia va donar suport als otomans a canvi del Tractat de Hünkâr İskelesi, amb la garantia que els otomans tancarien l'estret de Dardanels a qualsevol vaixell de guerra estranger si els russos sol·licitaven aquesta acció, i els termes de l'acord van preocupar enormement la resta de les potències europees.
En 1848 va esclatar la Qüestió d'Orient quan Adolphe Thiers intentà negociar un acord entre Muhàmmad Alí Paixà i Abdülmecit perquè aquest cedís Síria al paixà, que havia capturat després d'aturar la invasió otomana a la batalla de Nezib, però Àustria, Anglaterra, França, Rússia i Prúsia van imposar un acord que garantia la integritat de l'Imperi Otomà revivint la humiliació del tractat de París de 1815 i l'esclat del nacionalisme. Thiers, recolzat pel duc d'Orleans, volia enviar la flota al Mediterrani i va manar construir una nova muralla, l'Enceinte de Thiers Com a resultat, Prússia va tancar la seva frontera al Rin, provocant una tensió molt forta. Finalment s'arriba a un compromís amb Anglaterra pel què Muhàmmad Alí havia de retornar totes les seves conquestes a Abdülmecit mantenint Egipte hereditàriament. Acabada la crisi, les tensions amb el rei seguiren, i finalment dimití el 28 d'octubre, sent substituit per François Guizot, un home de pau.
La «qüestió oriental» va deixar de ser un problema polític al final de la Primera Guerra Mundial (1914-1918), perquè una de les seves conclusions va ser la caiguda definitiva de l'Imperi Otomà i la seva partició.